# Mausohrwochenstube in Steinwiesen
Mausohrwochenstube in Steinwiesen este o arie protejată (arie specială de conservare — SAC, sit de importanță comunitară — SCI) din Germania întinsă pe o suprafață de 0,01 ha, integral pe uscat.

## Localizare
Centrul sitului Mausohrwochenstube in Steinwiesen este situat la coordonatele 50°17′37″N 11°27′48″E / 50.2936°N 11.4633°E.

## Înființare
Situl Mausohrwochenstube in Steinwiesen a fost declarat sit de importanță comunitară în martie 2001 pentru a proteja 1 specie de animale. Situl a fost protejat și ca arie specială de conservare în aprilie 2016.

## Biodiversitate
Situată în ecoregiunea continentală, aria protejată nu include niciun habitat protejat.
La baza desemnării sitului se află o specie protejată de  mamifere: liliac comun (Myotis myotis).